# Cá phèn vây vàng
Cá phèn vây vàng (danh pháp hai phần: Mulloidichthys vanicolensis) là một loài cá trong họ Cá phèn. Cá phèn vây vàng đực có thể dài đến 38 cm. Loài cá này được tìm thấy từ Biển Đỏ đến quần đảo Hawaii, Marquesas, quần đảo phía nam Nhật Bản.